# Luksemburg na Zimowych Igrzyskach Olimpijskich 1988
Reprezentacja Luksemburga na Zimowych Igrzyskach Olimpijskich 1988 w kanadyjskim Calgary liczyła jednego zawodnika. Był nim narciarz alpejski – Marc Girardelli. Był to trzeci w historii start reprezentacji Luksemburga na zimowych igrzyskach olimpijskich.

## Wyniki

### Narciarstwo alpejskie

#### Zjazd
| Zawodnik        | Przejazd 1 | Przejazd 2 | Razem   | Miejsce | Źródło |
| --------------- | ---------- | ---------- | ------- | ------- | ------ |
| Marc Girardelli | -          | -          | 2:02,59 | 9.      | [ 1 ]  |

#### Supergigant
| Zawodnik        | Przejazd 1 | Przejazd 2 | Razem | Miejsce | Źródło |
| --------------- | ---------- | ---------- | ----- | ------- | ------ |
| Marc Girardelli | -          | -          | DNF   | [ b ]   | [ 2 ]  |

#### Slalom gigant
| Zawodnik        | Przejazd 1 | Przejazd 2 | Razem   | Miejsce | Źródło |
| --------------- | ---------- | ---------- | ------- | ------- | ------ |
| Marc Girardelli | 1:07,79    | 1:04,00    | 2:11,79 | 20.     | [ 3 ]  |